# Rusimbuko (periodiskt vattendrag)
Rusimbuko är ett periodiskt vattendrag i Burundi.   Det ligger i provinsen Gitega, i den centrala delen av landet, 70 kilometer öster om huvudstaden Bujumbura.
Omgivningarna runt Rusimbuko är en mosaik av jordbruksmark och naturlig växtlighet. Runt Rusimbuko är det tätbefolkat, med 459 invånare per kvadratkilometer.